# Symptom of the Universe: The Original Black Sabbath 1970–1978
Symptom of the Universe: The Original Black Sabbath 1970—1978 — сборник британской хэви метал-группы Black Sabbath, выпущенный в 2002 году в Великобритании — Rhino Records, в США и Канаде — Warner Bros.

## Об альбоме
Symptom of the Universe: The Original Black Sabbath 1970—1978 содержит материал группы, записанный в эпоху Оззи Осборна. Все композиции подверглись ремастерингу. Выпущенный в 2004 году сборник The Black Box содержит 8 первых альбомов группы, которые подверглись ремастерингу во время той же сессии, что и этот сборник.

## Список композиций

### Диск 1
1-5 — альбом Black Sabbath, 6-9 — альбом Paranoid, 10-13 — альбом Master of Reality
1. Black Sabbath
2. N.I.B.
3. The Wizard
4. Warning
5. Evil Woman
6. Paranoid
7. Iron Man
8. War Pigs
9. Fairies Wear Boots
10. Sweet Leaf
11. Children of the Grave
12. Into the Void
13. Lord of this World

### Диск 2
1 — альбом Master of Reality, 2-6 — альбом Vol. 4, 7-9 — альбом Sabbath Bloody Sabbath, 10-12 — альбом Sabotage, 13-14 — альбом Technical Ecstasy, 15-16 — альбом Never Say Die!
1. After Forever
2. Snowblind
3. Laguna Sunrise
4. Changes
5. Tomorrow’s Dream
6. Supernaut
7. Sabbath Bloody Sabbath
8. Fluff
9. Sabbra Cadabra
10. Am I Going Insane (Radio)
11. Symptom of the Universe
12. Hole in the Sky
13. Rock 'N' Roll Doctor
14. Dirty Women
15. Never Say Die
16. A Hard Road

## Участники записи
- Оззи Осборн — вокал
- Тони Айомми — гитара
- Гизер Батлер — бас-гитара
- Билл Уорд — ударные
- Шэрон Осборн — продюсер
- Dan Hersch, Bill Inglot — ремастеринг